# Плавийя
Плавийя́ (фр. Plavilla) — коммуна во Франции, находится в регионе Лангедок — Руссильон. Департамент коммуны — Од. Входит в состав кантона Фанжо. Округ коммуны — Каркасон.
Код INSEE коммуны — 11291.

## Население
Население коммуны на 2008 год составляло 113 человек.
| 1962 | 1968 | 1975 | 1982 | 1990 | 1999 | 2008 |
| ---- | ---- | ---- | ---- | ---- | ---- | ---- |
| 27   | 55   | 71   | 54   | 66   | 104  | 113  |

## Экономика
В 2007 году среди 87 человек в трудоспособном возрасте (15—64 лет) 42 были экономически активными, 45 — неактивными (показатель активности — 48,3 %, в 1999 году было 83,5 %). Из 42 активных работали 39 человек (23 мужчины и 16 женщин), безработных было 3 (1 мужчина и 2 женщины). Среди 45 неактивных 3 человека были учениками или студентами, 2 — пенсионерами, 40 были неактивными по другим причинам.